# Diaspidiotus braunschvigi
Diaspidiotus braunschvigi är en insektsart som först beskrevs av Charles E. Rungs 1937.  Diaspidiotus braunschvigi ingår i släktet Diaspidiotus och familjen pansarsköldlöss. Inga underarter finns listade i Catalogue of Life.